# 虚拟革命
《虚拟革命》是一部英国广播公司和公开大学于2010年联合推出的纪录片，共含4集，于2010年1月30日在英国广播公司第二台首播。纪录片由学者亚力克·洛托斯基主持，主题为万维网在产生后的20年中对世界的影响。

## 制作
《虚拟革命》的制作计划于2009年7月10日由BBC宣布，最初的标题为“数字革命”。这一系列的制作目的是为了检视万维网在诞生后的20年间对人类的影响。技术专栏作家及学者亚力克·洛托斯基作为主持参与全片的拍摄在这一系列纪录片中，蒂姆·伯纳斯-李（万维网发明者），苏珊·格林菲尔德，比尔·汤普森和克里斯·安德森等人士参与了讨论，由BBC在纪念万维网二十周年之际推出。
纪录片的制作者采取了与以往不同的方式组织内容。系列纪录片的制作人拉塞尔·巴恩斯将这一组织形式称为“激进”和“开源”（“我们不只是想从高处观察到博客作者，而是希望为自己书写博客并得到对我们想法的意见“。他描述了这部纪录片产生的四个阶段。首先，收集对人物的采访，并邀请用户在节目的博客中发表意见。第二步，观众将会看到以可重用许可证发布的视频剪辑。第三步，互联网用户和蒂姆·伯纳斯-李开创的国际网络科学协会将共同在此工作。第四步，形成最终上线的互动版本。
纪录片团队采访了多位在Web的发展中起到重要作用的人士，包括它的发明者蒂姆·伯纳斯-李和一些著名品牌创办者，包括比尔·盖茨（微软）、斯蒂夫·沃兹尼亚克（苹果）、查德·賀利（YouTube）、吉米·威尔士（维基百科）、斯图尔特·布兰特（WELL）、比兹·斯通和埃文·威廉姆斯（Twitter）、彼得·泰尔（贝宝）和玛莎·福克斯（lastminute.com），学者，包括特里·威诺格拉德、雪利·特克尔、A.C.格雷林、大卫·朗西曼、罗斯·J·安德森和奈杰尔·夏伯特，评论员，包括大卫·温伯格、李·西格尔、道格拉斯·洛西科夫、安德鲁·基恩和史蒂芬·弗莱，以及爱沙尼亚总统托马斯·伊尔维斯进行了采访。采访的视频也被上传到节目的网站上。
在2009年10月被采访期间，史蒂芬·弗莱在Twitter上让网民提议纪录片的名称，再由BBC作出最终决定。最终被选择的标题“虚拟革命”被制作者称为“你我之间的混搭”。

## 分集
| # | 标题       | 执导          | 首播          | 收视率 |
| - | ---------- | ------------- | ------------- | ------ |
| 1 | 大平台     | 菲利普·史密斯 | 2010年1月30日 | 120万  |
| 2 | 国家的敌人 | 弗朗西斯·汉利 | 2010年2月6日  | 待公佈 |
| 3 | 免费的代价 | 丹·肯德尔     | 2010年2月13日 | 待公佈 |
| 4 | 人类网络   | 莫莉·米尔顿   | 2010年2月20日 | 130万  |